# Irene Guest
Irene May Guest (Filadèlfia, Estats Units 1900 - Nova Jersey 1970) fou una nedadora nord-americana, guanyadora de dues medalles olímpiques.

## Biografia
Va néixer el 22 de juliol de 1900 a la ciutat de Filadèlfia, població situada a l'estat de Pennsilvània. Va morir el juny de 1970 al suburbi d'Ocean Gate, situat a la ciutat de Nova Jersey.

## Carrera esportiva
Va participar, als 19 anys, en els Jocs Olímpics d'Estiu de 1920 realitzats a la ciutat d'Anvers (Bèlgica), on va aconseguir guanyar la medalla d'or en la prova dels relleus 4x100 metres lliures, establint un nou rècord olímpic amb un temps de 5:11.6 minuts al costat de Margaret Woodbridge, Frances Schroth i Ethelda Bleibtrey, així com la medalla de plata en la prova dels 100 metres lliures.
El 1990 fou inclosa a l'International Swimming Hall of Fame.